# Hans Heigert
Hans Heigert (* 21. März 1925 in Mainz; † 17. November 2007 in München) zählte aufgrund seiner Tätigkeit als Moderator der Fernsehsendung „Report“ und als Chefredakteur der Süddeutschen Zeitung zu den populärsten und profiliertesten politischen Journalisten in Deutschland. Als engagierter Christ war er Mitglied im Bund Neudeutschland.

## Werdegang
Heigert kam aus einem katholischen Elternhaus. Er diente im Zweiten Weltkrieg als junger Soldat bei der Panzertruppe, wurde von den amerikanischen Truppen im Salzkammergut gefangen genommen und im Juni 1945 entlassen. Im Herbst 1945 begann er an der Technischen Hochschule in Stuttgart ein Studium der Volkswirtschaft und Betriebswirtschaft, das er an der Universität Heidelberg fortsetzte. Er nahm die Fächer Soziologie,  Rechtswissenschaft und Philosophie hinzu. Die Philosophie hörte er bei Karl Jaspers,  Soziologie bei Alfred Weber und Jura bei Gustav Radbruch. Nach der Promotion an der philosophischen Fakultät 1949 begann er – auf Empfehlung von Weber –  ein Volontariat bei der Deutschen Zeitung in Stuttgart, bei der er anschließend bis 1956 politischer Redakteur war.
- 1956–1960 Leiter des Jugendfunks beim Bayerischen Rundfunk
- 1961–1969 Chefredakteur beim Bayerischen Fernsehen, Leiter der Sendung „Report München“

Zum 1. April 1969 wurde Hans Heigert als leitender Redakteur in das journalistische Leitungsteam der Süddeutschen Zeitung aufgenommen. Nach dem Tod von Hermann Proebst 1970 stieg er in das neu gebildete, gleichberechtigte fünfköpfige Kollegium an die Redaktionsspitze auf. Heigert repräsentierte als Chefredakteur die Süddeutsche Zeitung nach außen.
- 1984–1989 „Senior Editor“ bei der Süddeutschen Zeitung
- 1989–1993 Präsident des Goethe-Instituts

## Werke (Auswahl)
- Deutschlands falsche Träume oder: Die verführte Nation. Christian Wegner Verlag, Hamburg 1967.
- Jugend ohne Normen? Eine Generation auf der Suche. (Hrsg.) Schriften der Kath. Akademie in Bayern, Bd. 82, 1978. ISBN 3491775868.

## Preise (Auswahl)
- 1967: Goldene Kamera
- 1969: Theodor-Heuss-Preis
- 1971: Theodor-Wolff-Preis
- 1974: Bayerischer Verdienstorden
- 1974: Bundesverdienstkreuz 1. Klasse